# Masud, Hama
Masud, Hama (tiếng Ả Rập: مسعود) là một ngôi làng Syria nằm ở phó huyện Uqayribat thuộc huyện Salamiyah, Hama. Theo Cục Thống kê Trung ương Syria (CBS), Masud, Hama có dân số 1625 trong cuộc điều tra dân số năm 2004.